# Hugh Thompson
Hugh C. Thompson, Jr (15 tháng 4 năm 1943 – 6 tháng 1 năm 2006) là phi công trực thăng trong Chiến tranh Việt Nam. Ông được biết đến là người nỗ lực ngăn chặn vụ thảm sát Mỹ Lai, trong khi đang thi hành nhiệm vụ bay do thám.
Thompson sinh tại thành phố Atlanta, Georgia, gia nhập Hải quân Mỹ năm 1961 rồi sang Lục quân Mỹ năm 1966, và được đào tạo phi công trực thăng. Ông tình nguyện tham gia Đơn vị do thám hàng không vào nhóm Task Force Barker, bay trên các cánh rừng Việt Nam và thu hút hỏa lực đối phương để xác định vị trí của họ. Glenn Andreotta và Lawrence Colburn là hai xạ thủ súng máy trực thăng trên máy bay của ông, hai người này sau đó đều nhận được danh hiệu anh hùng cho hành động của họ, tuy rằng Andreotta bị giết ba tuần sau sự kiện Mỹ Lai.

## Vụ thảm sát
Sau khi bay qua những xác thường dân Việt Nam ở ngoài làng Mỹ Lai (vụ thảm sát Sơn Mỹ- Quảng Ngãi) ngày 16 tháng 3 năm 1968, Thompson hạ thấp chiếc UH-1 họ đang điều khiển. Ba người trong đội bay bắt đầu phát tín hiệu khói xanh lá cây báo có những thường dân Việt Nam vẫn sống cần cứu thương. Khi quay lại trực thăng, họ trông thấy đại úy Ernest Medina chạy đến và bắn vào những người bị thương đã được đánh dấu cần cấp cứu. Tổ bay, đưa trực thăng trở lại làng, nơi Thompson đối mặt trung úy Stephen Brooks, người chuẩn bị cho nổ tung ngôi nhà với nhiều người Việt bị thương trong đó. Ông để Andretta và Colburn chĩa súng máy vào toàn đại đội và cho lệnh bắn bất kỳ quân nhân Mỹ nào không nghe yêu cầu dừng cuộc thảm sát. Không một sĩ quan nào dám chống lại ông cho dù cấp bậc của Thompson còn dưới các vị trung úy đang làm nhiệm vụ tại đó. Colburn sau đó đã kể lại đoạn hội thoại:
Thompson: Hãy để những người này rời cái hầm và đưa họ đi khỏi đây.
Brooks: Chúng tôi sẽ mang họ ra bằng lựu đạn.
Thompson: Tôi có thể làm tốt hơn thế đấy. Yêu cầu lính của anh ở nguyên vị trí.
Thompson sau đó ra lệnh hai trực thăng khác (phi công là Dan Millians và Brian Livingstone) bay tới mang 11 người Việt Nam bị thương đi cấp cứu. Khi bay khỏi làng, Andreotta phát hiện có một cử động ở một con kênh dẫn nước nhỏ, và chiếc máy bay lại hạ cánh, lôi ra một đứa trẻ từ giữa các xác chết, rồi đưa toàn bộ số người Việt Nam sống sót tới bệnh viện Quảng Ngãi.
Thompson báo cáo với các cấp trên về vụ thảm sát khi nó còn đang tiếp diễn. Lệnh ngừng bắn sau đó được ban ra.

## Sau sự kiện Mỹ Lai
Thompson được yêu cầu vẫn tiến hành các chuyến bay do thám, một nhiệm vụ mà một số người cho là hình phạt vì đã can thiệp và chuyên chở nạn nhân Mỹ Lai. Thompson bị bắn năm lần, lần cuối cùng, ông bị gãy xương lưng. Trong suốt phần còn lại cuộc đời, ông chịu đựng những nỗi đau tâm lý về thời gian phục vụ tại Việt Nam.
Chính xác là 30 năm sau Mỹ Lai, ba người trong đội bay mới được trao tặng huy chương Quân nhân - Soldier’s Medal (Andreotta được truy tặng), huy chương cao nhất của nước Mỹ cho sự anh hùng trong các nhiệm vụ không trực tiếp chiến đấu. Năm 1999, Thompson và Colburn nhận giải Peace Abbey Courage of Conscience Award. Cuối năm đó, hai người là đồng chủ tịch của STONEWALK, nhóm hoạt động đã đưa tấm đá 1 tấn khắc dòng chữ "Những thường dân vô danh bị giết trong Chiến tranh" từ Boston đến Nghĩa trang quốc gia Arlington.
Năm 1998, Thompson và Colburn trở lại làng Mỹ Lai, và gặp lại những người đã được cứu, kể cả Đỗ Ba – đứa trẻ 8 tuổi được kéo ra từ cái mương thoát nước ngày đó. Họ cùng khánh thành ngôi trường tiểu học mới cho trẻ em của làng
Trong cuộc phỏng vấn năm 2004 chương trình 60 phút, ông đã nói về những người lính trong đại đội C tham gia vụ thảm sát, "Tôi muốn nói, tôi ước rằng tôi là người đủ độ lượng để nói tôi tha thứ cho họ, nhưng, có Chúa chứng giám, tôi không thể."
Ông phục vụ tại ủy ban cựu chiến binh ở Louisiana, và có một bài giảng ở Học viện Hải quân Hoa Kỳ năm 2003 và ở Học viện quân sự Hoa Kỳ (trường West Point) năm 2005 về đề tài Đạo đức quân sự chuyên nghiệp.
Ở tuổi 62, sau điều trị ung thư, ông dừng điều trị thuốc và qua đời ngày 06 tháng 1 năm 2006 tại trung tâm y tế cựu chiến binh ở Alexandria, Louisiana. Lawrence Colburn, xạ thủ súng máy trong tổ bay của Thompson năm xưa, đến từ Atlanta, Georgia và ở bên giường bệnh. Thompson được chôn cất ở Lafayette, Louisiana với đầy đủ nghi thức nhà binh gồm 21 phát đại bác và một chiếc trực thăng bay đưa tiễn.